# Чемберс, Ким
Кимберли Чемберс (англ. Kimberly Chambers; род. 11 января 1974) — американская порноактриса.

## Карьера
Её дебют в порноиндустрии состоялся в 1993 году в возрасте около 19 лет. Всего Чемберс снялась в более чем 200 фильмах как актриса, а также выступила в роли режиссёра в 4 фильмах. Девушка выбрала себе псевдоним в честь Мэрилин Чемберс, с которой она познакомилась в 16 лет
.
В 1998 году она вышла замуж за порноактёра Скотта Стайлса. В 2002 году она вместе со своим мужем и актёром Роном Джереми снялась в рекламном ролике ExtenZe. В том же году Кимберли снялась в роли самой себя в сериале Ricki Lake. В 2008 году она ушла из порноиндустрии.
После ухода из порноиндустрии Чемберс стала участвовать в дисциплине фитнес-бикини, вести колонки в журналах Marie Claire, American Curves и Muscle Mayhem, в которых она давала советы по поводу секса, здоровья и фитнеса, а также выпустила DVD Kimflex: Behind the Scenes, в котором показывались спортивные упражнения голышом и эротические танцы. Кроме того, она вела еженедельную программу Ask a Porn Star на радио KBPI.

## Премии и номинации
- 1995 XRCO Award — Лучшая сцена анального секса — Butt Banged Bicycle Babes[7]
- 2001 FOXE Award — Female Fan Favorite[8]
- 2002 AVN Award — Лучшая сцена мастурбации — Edge Play[9]